# Eizō Yuguchi
Eizō Yuguchi (湯口 栄蔵?, Yuguchi Eizō; Prefettura di Osaka, 4 luglio 1944 – 2 febbraio 2003) è stato un calciatore giapponese, di ruolo centrocampista.

## Statistiche

### Presenze e reti nei club
| Stagione | Squadra       | Campionato | Campionato | Campionato |
| Stagione | Squadra       | Comp       | Pres       | Reti       |
| -------- | ------------- | ---------- | ---------- | ---------- |
| 1968     | Yanmar Diesel | JSL        | ?          | ?          |
| 1969     | Yanmar Diesel | JSL        | ?          | ?          |
| 1970     | Yanmar Diesel | JSL        | ?          | ?          |
| 1971     | Yanmar Diesel | JSL        | 13         | ?          |
| 1972     | Yanmar Diesel | JSL1       | ?          | ?          |
|          | Totale        |            | 66         | 3          |

## Palmarès

### Club

#### Competizioni nazionali
- Japan Soccer League: 1

Yanmar Diesel: 1971

### Nazionale
- Bronzo olimpico: 1

Città del Messico 1968